# Norr
För andra betydelser, se Norr (olika betydelser).

Norr markerat på en kompassros

Norr och nord är ett väderstreck som anger riktningen mot den geografiska nordpolen.
Norr är den viktigaste av kompassens kardinalriktningar utifrån vilken de andra tre (söder, väster och öster) brukar definieras (direkt eller indirekt). En magnetisk kompass visar istället mot den magnetiska nordpolen eller – mer precist – i en riktning parallell med jordens magnetfält (som inte är regelbundet).
Vid användning av en magnetisk kompass i farkoster monteras den alltid för visning av 0° vid rakt nordlig kurs. Den kompenseras regelbundet för deviationen (järnkulor vid kompassen uppväger effekten av t.ex. ett järnskrov eller järnlast). Återstående deviation och missvisningen, som beror på skillnad mellan magnetisk och geografisk nord, måste beaktas vid varje avläsning.
Gyrokompasser och kompasser som bygger på skillnaden i position mellan två GPS-mottagare måste också monteras rätt enligt långskeppslinjen, men missvisning och deviation behöver inte beaktas. Om kompassriktningen visas enligt skillnaden mellan tidigare positioner, vilket är vanligt med enklare GPS-apparater, är monteringen i förhållande till långskeppslinjen oväsentlig, men då visas endast tidigare förverkligad kurs, inte den kurs man styr.